# Campo Arañuelo

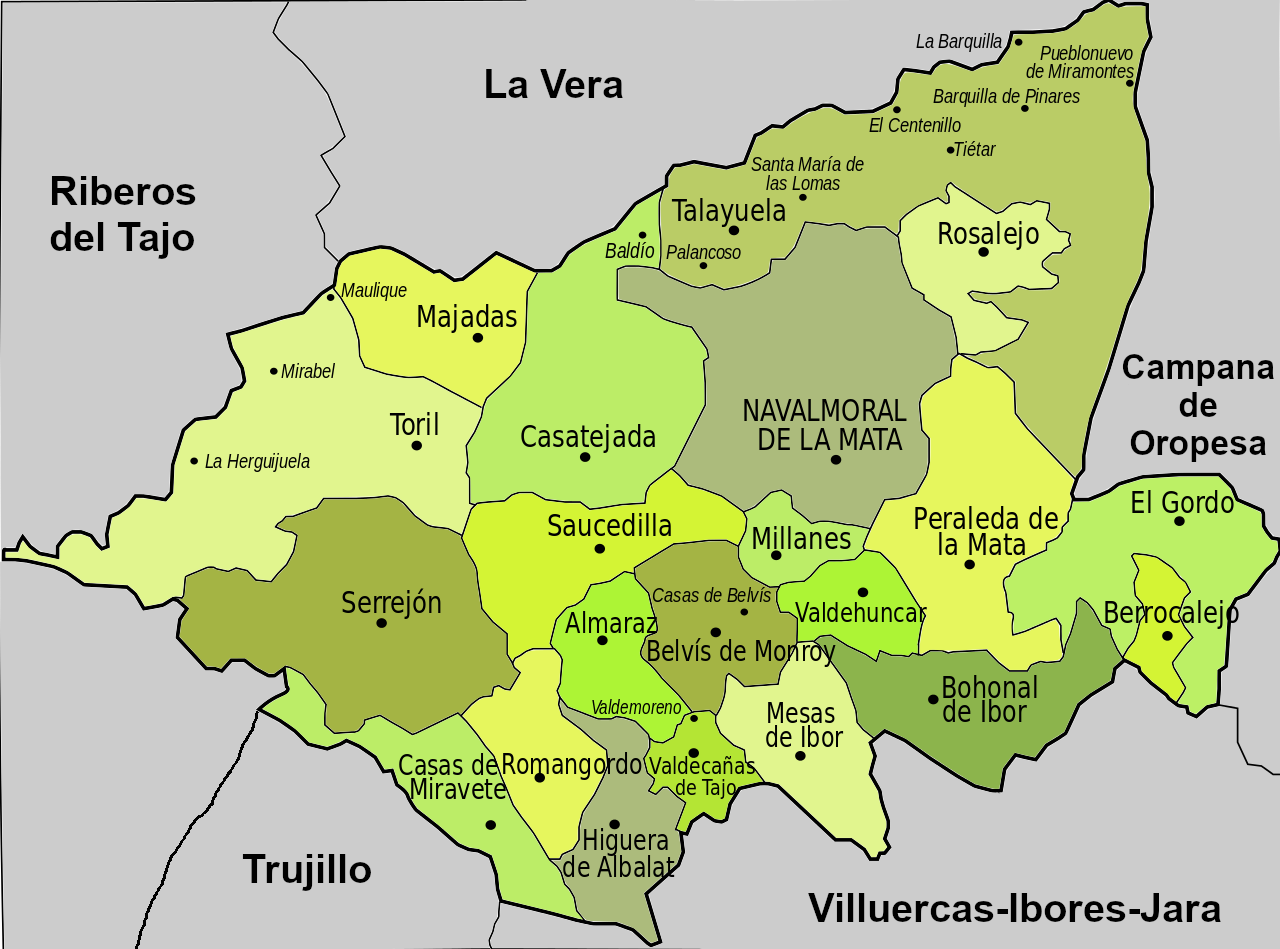
Mapa del Campo Arañuelo cacereño

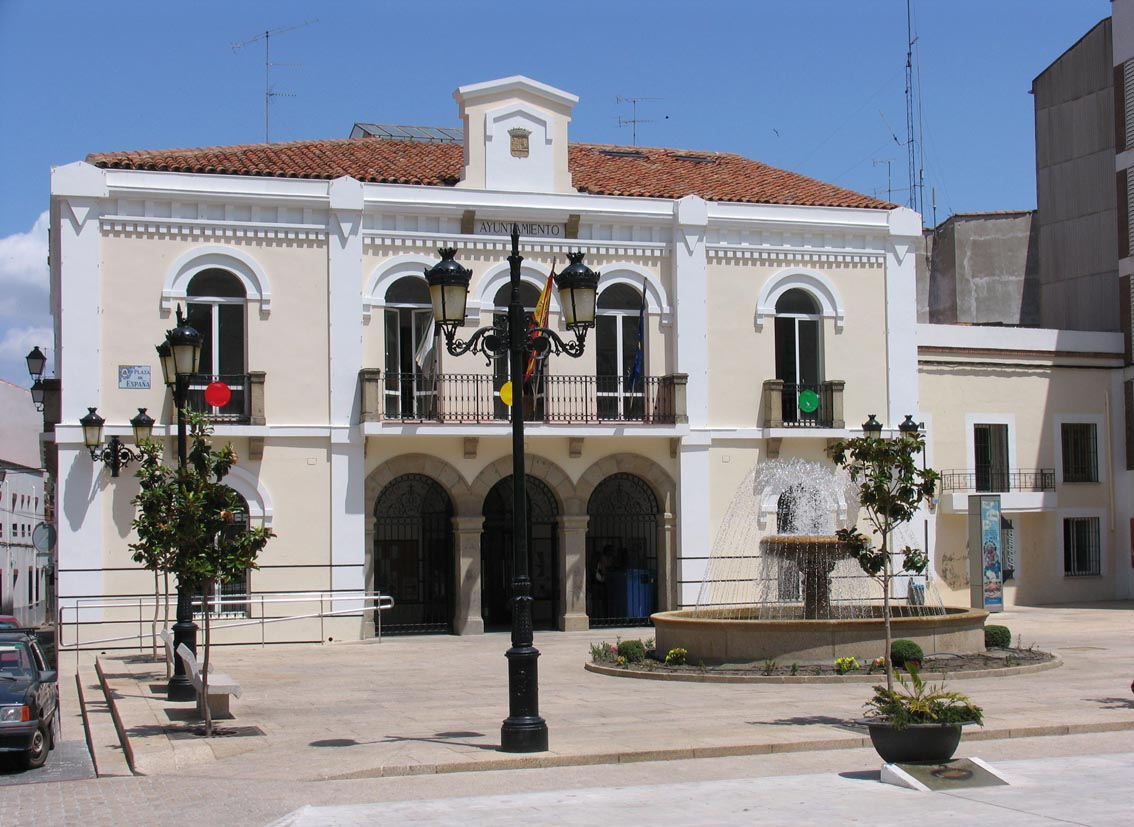
Ayuntamiento de Navalmoral de la Mata, capital de la comarca

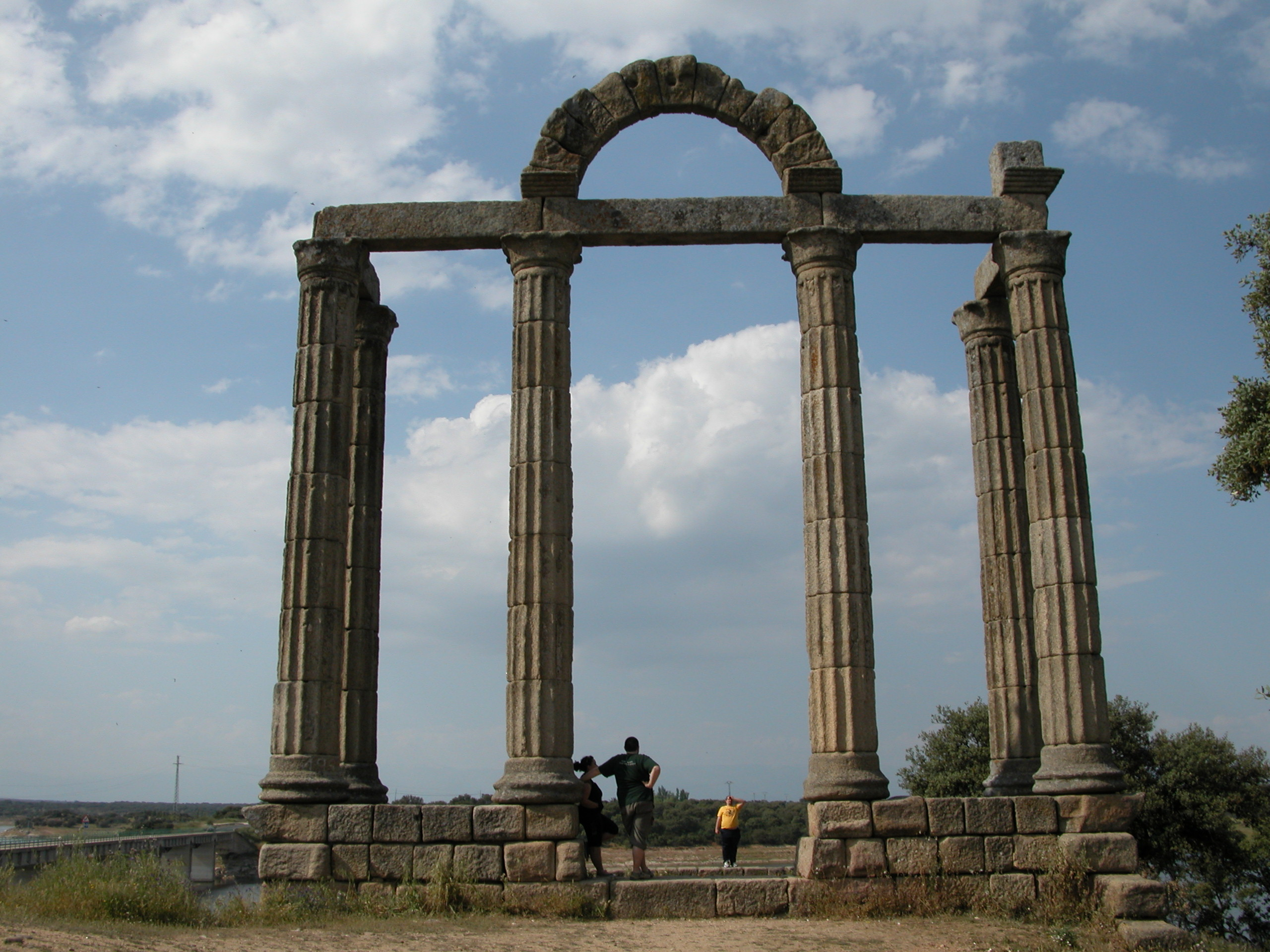
Pórtico de Curia de Talavera la Vieja, en su nueva ubicación. Es el único que se conserva en todo el mundo romano.

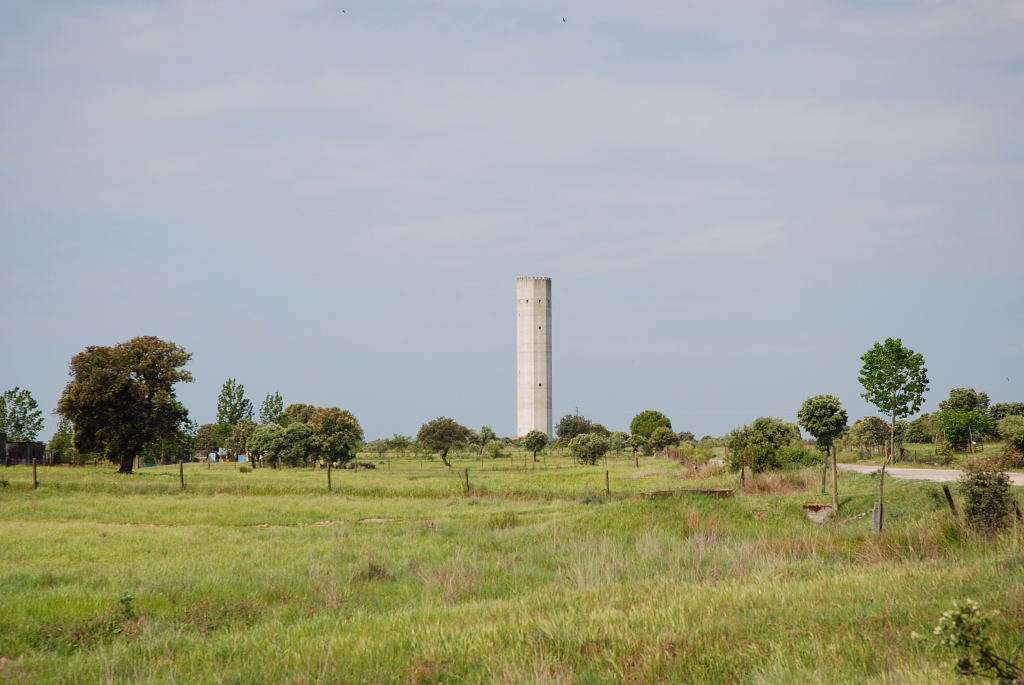
En las tierras de Almaraz, Saucedilla, Casatejada, estas torretas para el riego, con agua procedente del embalse de Valdecañas, son frecuentes

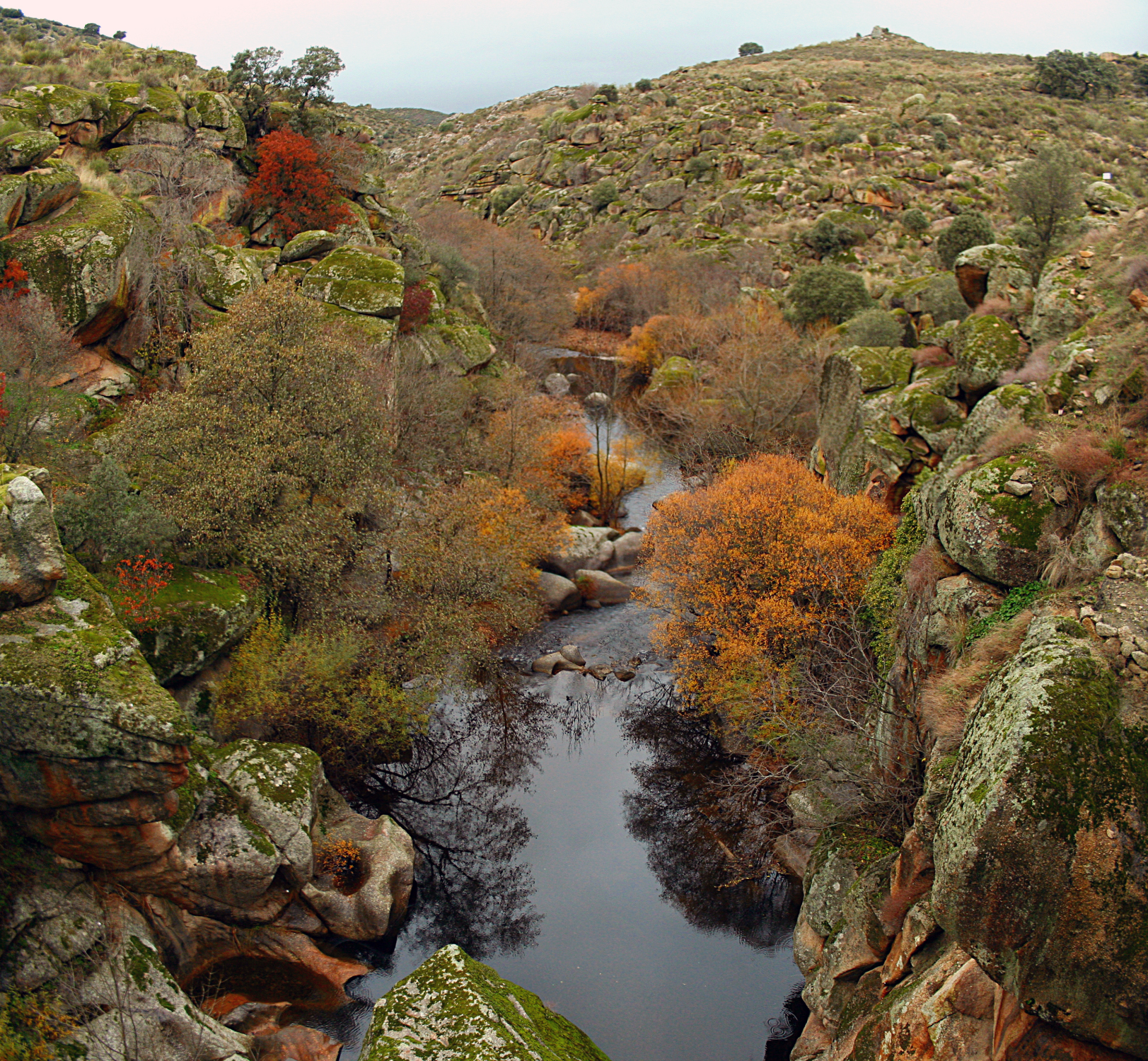
Río Ibor

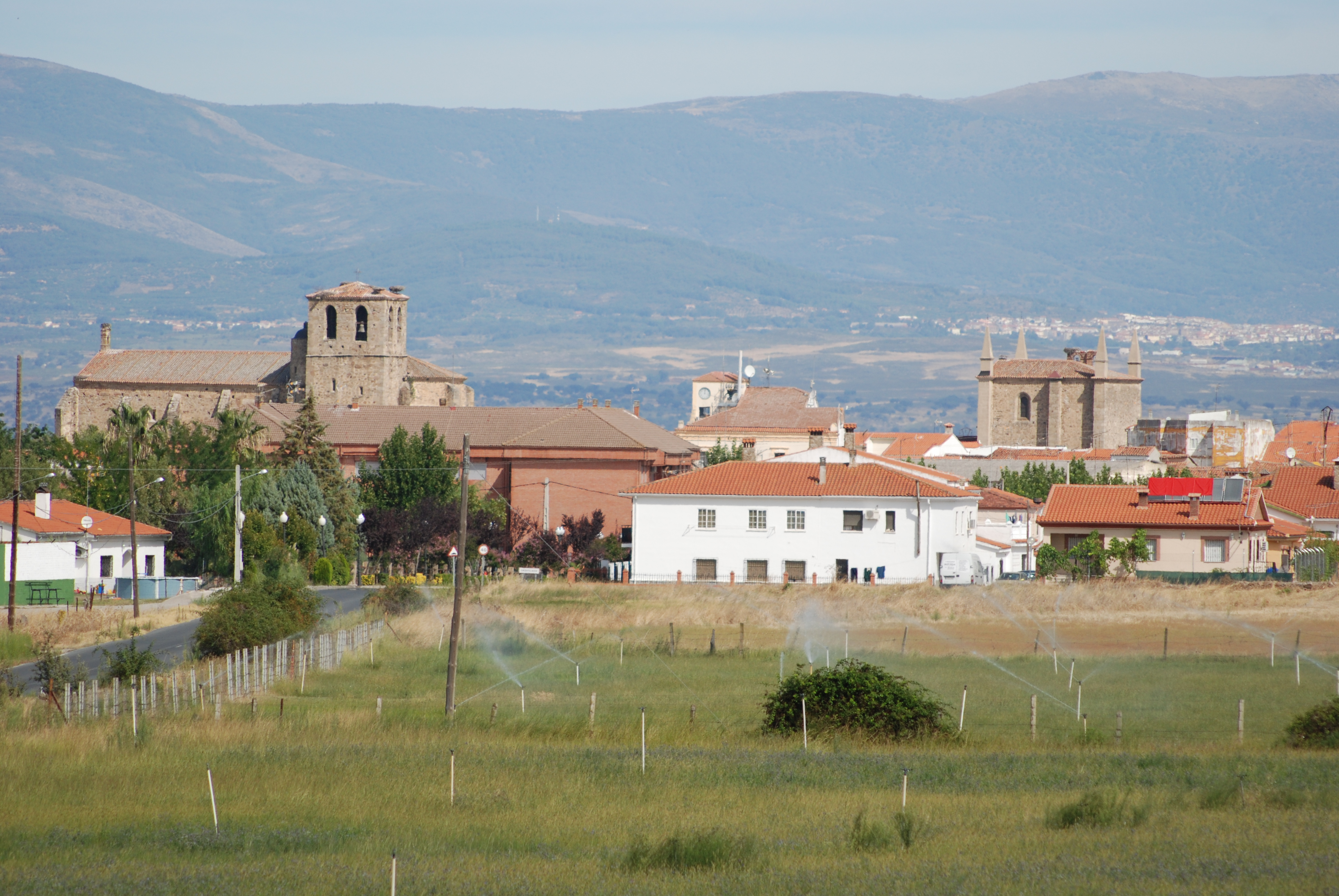
Casatejada

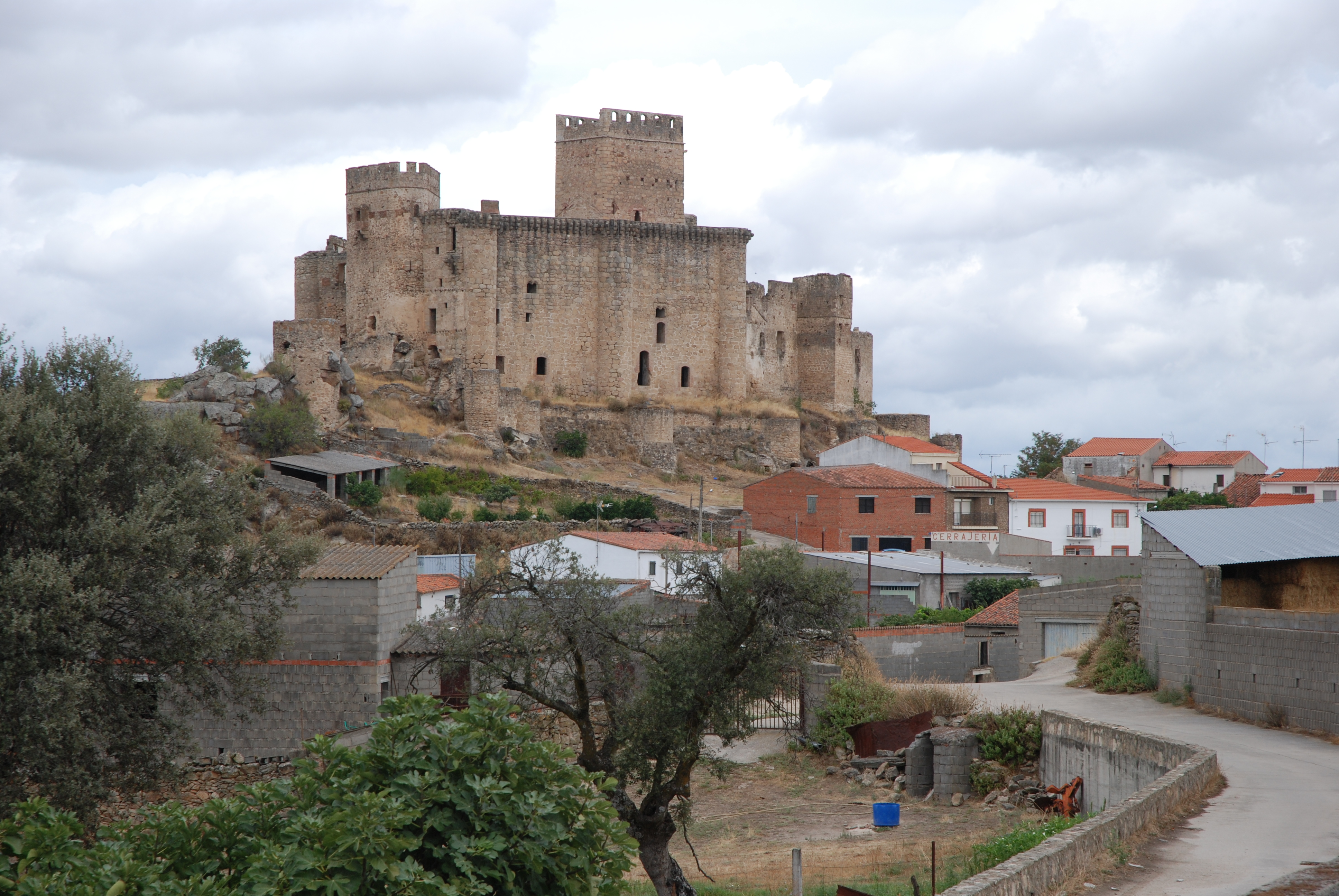
Belvís de Monroy

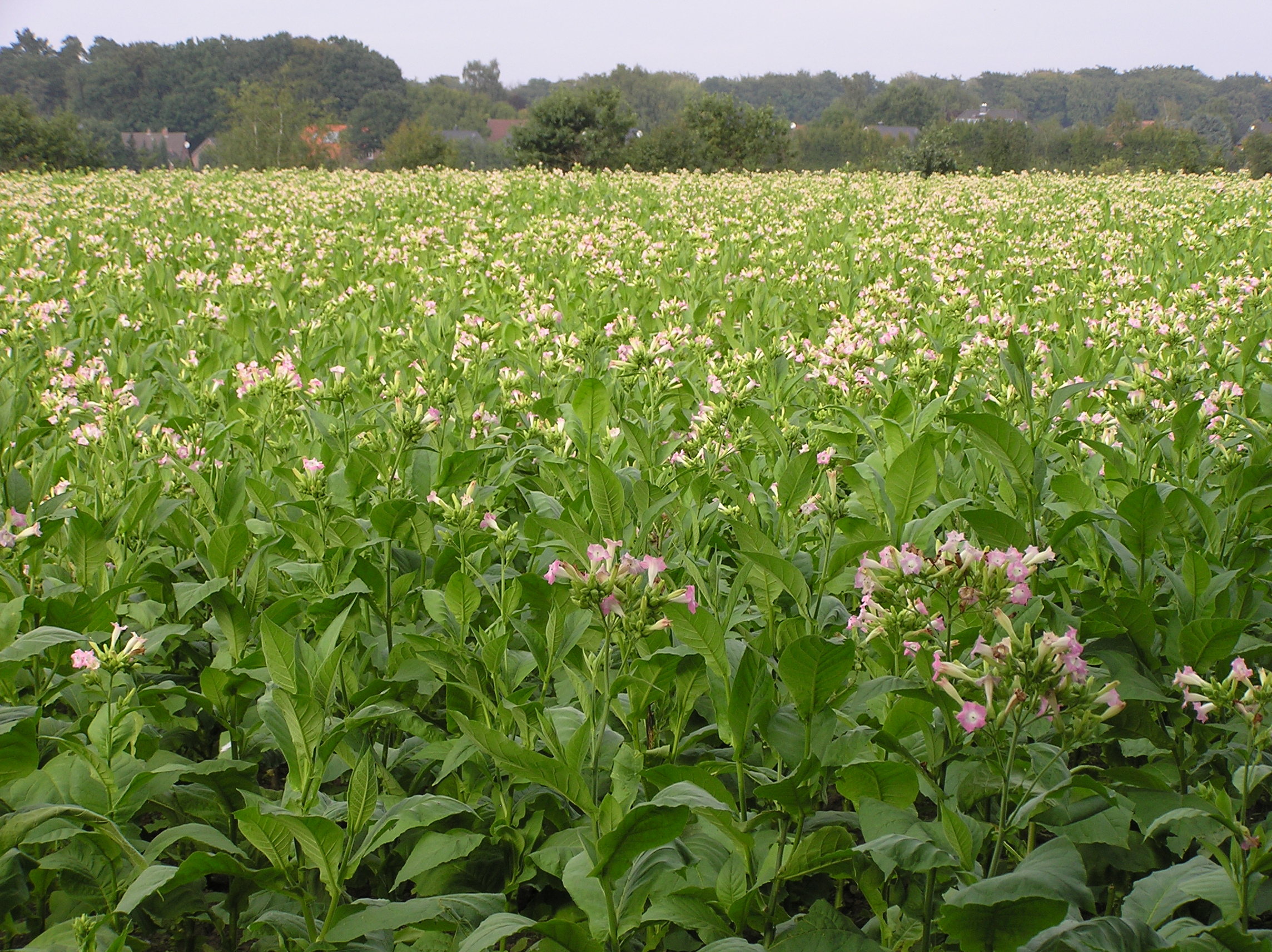
Campos de tabaco, muy cultivado en las vegas del Tiétar, en Talayuela

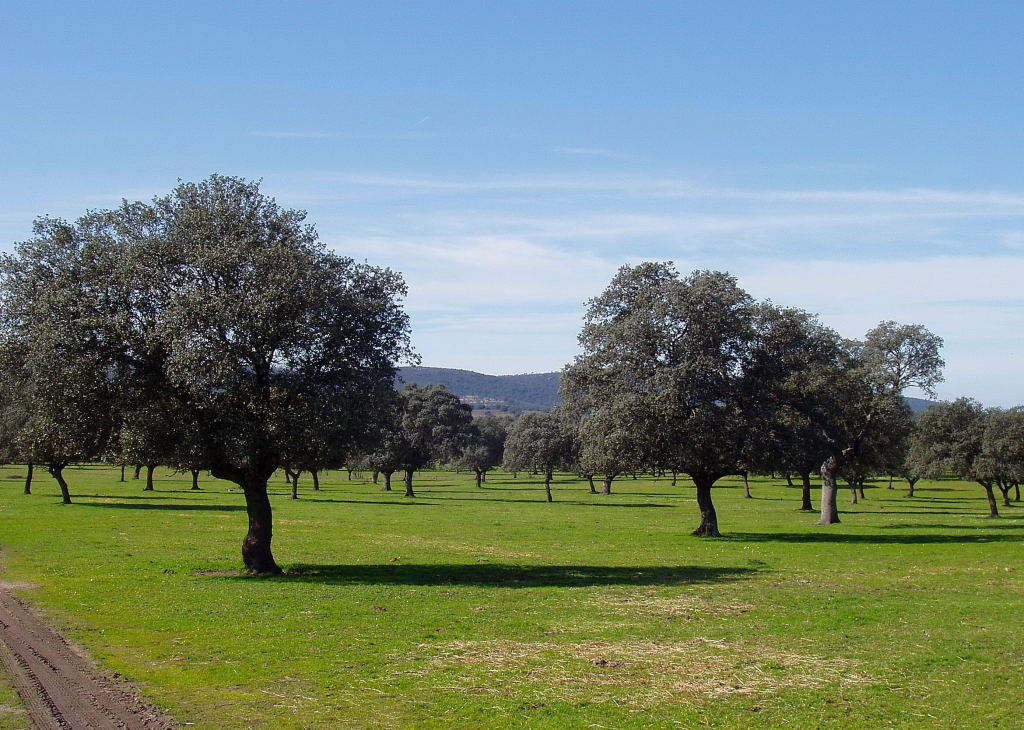
El encinar y la dehesa están omnipresentes en todo el Campo Arañuelo

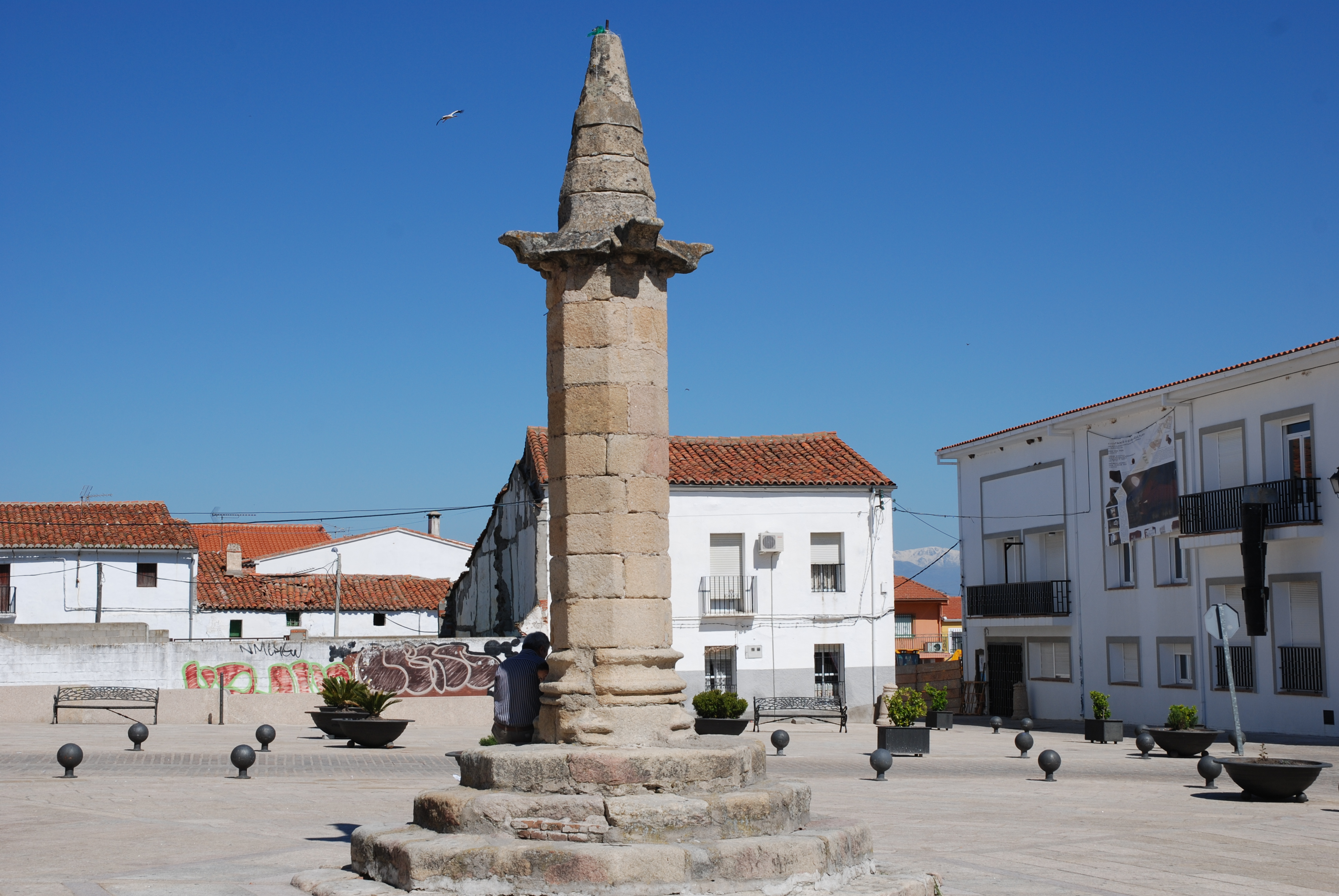
Rollo jurisdiccional de Almaraz

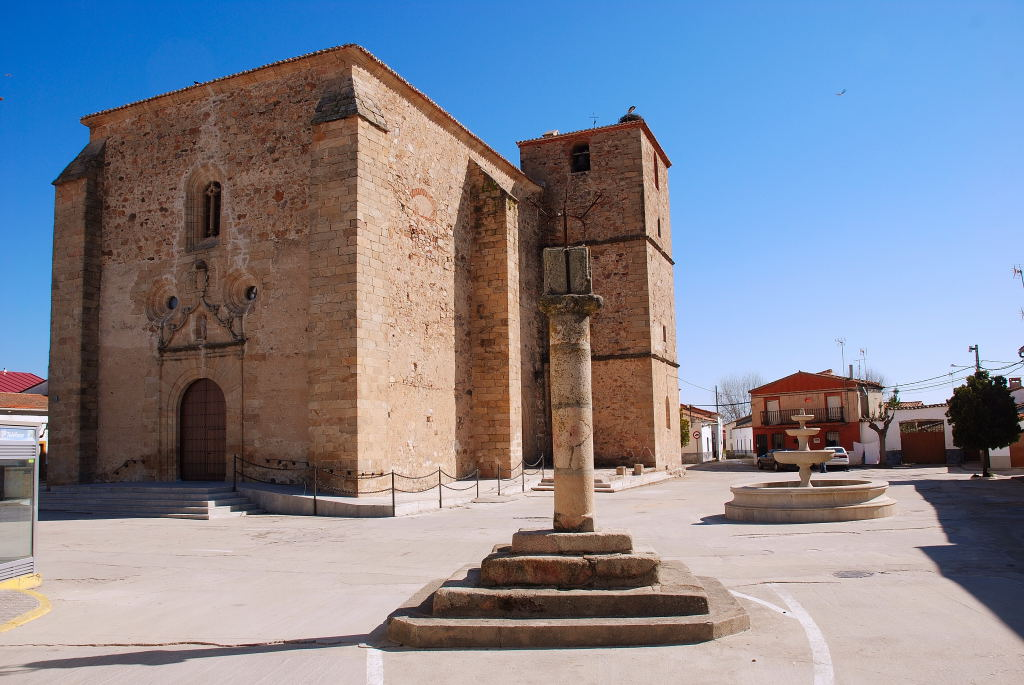
Iglesia parroquial de Saucedilla (sigl. XVI)

El Campo Arañuelo es una comarca natural de Extremadura, y de Castilla-La Mancha, España, situada en el noreste de la provincia de Cáceres y el oeste de la Provincia de Toledo Su ciudad más importante, y la más poblada es Navalmoral de la Mata, localidad de paso entre Madrid y las principales ciudades extremeñas.
La parte toledana también es conocida como La Campana de Oropesa. 
Existen 2 mancomunidades dentro de la comarca natural: La Mancomunidad Campana de Oropesa y Cuatro Villasy la Mancomunidad Integral de Municipios del Campo Arañuelo, pero no todos los municipios de la comarca natural forman parte de ellas. 
En La Vera (Cáceres) utilizan para los habitantes del Campo Arañuelo el gentilicio de "campesinos", pero los habitantes de la comarca no tienen ningún gentilicio para referirse a ellos mismos.

## Situación
La comarca del Campo Arañuelo comprende las tierras que están entre los ríos Tiétar y Tajo.
En la parte de Cáceres limita por el norte con La Vera, separándose ambas por el río Tiétar; por el sur con el Geoparque Villuercas-Ibores-Jara; por el oeste con Riberos del Tajo, separándose ambas por el Parque nacional de Monfragüe; y por el sureste con Trujillo, separándose por el Túnel de Miravete.
En la parte de Toledo los límites comarcales son naturales, al norte y al sur, con los ríos Tiétar, Guadyerbas y el Tajo al límite oriental.
| Noroeste: La Vera       | Norte: La Vera              |                                 |
| Oeste: Riberos del Tajo |                             |                                 |
| Suroeste: Trujillo      | Sur: Villuercas-Ibores-Jara | Sureste: Villuercas-Ibores-Jara |

## Clima
Domina el clima mediterráneo, con influencias continentales y atlánticas; tiene una precipitación media anual de 606 mm, y la temperatura media es de 16,7°. El verano es caluroso y seco, mientras que el invierno es húmedo y frío. La primavera y el otoño son bastante agradables.

## Municipios del Campo Arañuelo Cacereño y Toledano
En la parte toledana los municipios que integran la comarca son los siguientes: Alcañizo, Alcolea de Tajo, Calera y Chozas, Caleruela, La Calzada de Oropesa, Gamonal, Herreruela de Oropesa, Lagartera, Oropesa, Corchuela, El Puente del Arzobispo, Torralba de Oropesa, Torrico, Valdeverdeja y Las Ventas de San Julián.
En la parte cacereña los municipios que integran la comarca son los siguientes:
| Municipio                 | Población | Superficie | Densidad |
| ------------------------- | --------- | ---------- | -------- |
| Almaraz                   | 1.309     | 34         | 38,5     |
| Belvís de Monroy          | 695       | 44,98      | 15,45    |
| Berrocalejo               | 98        | 14,18      | 6,86     |
| Bohonal de Ibor           | 532       | 64,6       | 8,24     |
| Casas de Miravete         | 159       | 50,16      | 3,17     |
| Casatejada                | 1.354     | 111,82     | 12,11    |
| El Gordo                  | 317       | 78,72      | 4,03     |
| Higuera de Albalat        | 108       | 40,54      | 2,66     |
| Majadas                   | 1.258     | 52         | 24,19    |
| Mesas de Ibor             | 188       | 49         | 3,84     |
| Pueblonuevo de Miramontes | 814       | 23,28      | 34,97    |
| Millanes                  | 251       | 13,61      | 14,25    |
| Navalmoral de la Mata     | 17.322    | 155,96     | 111,07   |
| Peraleda de la Mata       | 1.469     | 92         | 15,97    |
| Romangordo                | 188       | 39,07      | 4,81     |
| Rosalejo                  | 1.425     | 41,82      | 34,08    |
| Saucedilla                | 773       | 60,41      | 12,8     |
| Serrejón                  | 467       | 124,15     | 3,76     |
| Talayuela                 | 8.268     | 181,46     | 45,56    |
| Tiétar                    | 965       | 23,91      | 40,35    |
| Toril                     | 196       | 149,76     | 1,31     |
| Valdecañas de Tajo        | 155       | 18,81      | 8,24     |
| Valdehúncar               | 189       | 26         | 7,27     |
| Total                     | 37.696    |            |          |

- Almaraz: cuenta con una importante central nuclear de dos reactores y con el embalse de Arrocampo, que la refrigera, y es también una importante zona de protección de aves ZEPA Arrocampo
- Belvís de Monroy: Domina el pueblo un imponente castillo de los siglos XIII y XIV y posee un bello rollo jurisdiccional del siglo XVII.
  - Casas de Belvís
- Berrocalejo
- Bohonal de Ibor
  - Talavera la Vieja: Desaparecido con motivo de la inundación del mismo por las aguas del embalse de Valdecañas en 1963. Su territorio fue repartido entre Bohonal de Ibor y Peraleda de San Román.
- Casas de Miravete
- Casatejada: Destacado pueblo del Campo Arañuelo. Sobresale la ermita de la Soledad y el rollo jurisdiccional del siglo XVII. En Casatejada nació el gran farmacéutico, botánico y explorador José Antonio Pavón y Jiménez.
  - Baldío
- El Gordo
- Higuera de Albalat
- Majadas: Cultivo importante de tabaco y pimiento
- Mesas de Ibor
- Millanes
- Navalmoral de la Mata: Capital de la comarca con importantes naves comerciales y gran cantidad de servicios públicos y privados.
- Peraleda de la Mata
- Pueblonuevo de Miramontes
- Romangordo
- Rosalejo
- Saucedilla
- Serrejón
- Talayuela
  - La Barquilla
  - Barquilla de Pinares
  - El Centenillo
  - Palancoso
  - Santa María de las Lomas
- Tiétar
- Toril
  - La Herguijuela
  - Maulique
  - Mirabel
- Valdecañas de Tajo
  - Valdemoreno
- Valdehúncar

## Toponimia
Como muestra de las relaciones históricas de todo El Campo Arañuelo, algunos ejemplos de Toponimia con nombres repetidos en El Campo Arañuelo tanto en Cáceres como en Toledo son:
(CC) = Cáceres    (To) = Toledo
- El Alcornocal: diversas dehesas y lugares llevan este nombre en toda la zona, en ambas zonas, por razones obvias.
- La Atalayas: labrantío en Torralba (To), también el origen de Talayuela (CC). 
- El Calvario: cerro de las Ventas de San Julián (To) y de El Gordo (CC). 
- El Campillo: paraje de Torralba (To) y Belvís de Monroy (CC). 
- Carcaboso: arroyo de Calzada de Oropesa (To) y del Tiétar (CC). 
- Carrascalejo: despoblado de Calzada (To) y pueblo de la Jara cacereña (CC). 
- El Chaparral: dehesas y parajes en diversos lugares = Oropesa (To), Berrocalejo (CC), El Gordo (CC), Navalmoral (CC), etc. 
- Dehesa Nueva: existe en Oropesa (To), Navalmoral y Casatejada (CC). 
- Fresnedoso: arroyo común a ambas zonas, y pueblo de los Ibores (CC). 
- Higuera: al sur de Herreruela (To) y pueblo próximo a Miravete (CC). 
- Macarra: dehesa de Toril (CC), similar a la de Macarreda (Lagartera, Toledo). 
- Malhincada: despoblados de Herreruela (To) y Navalmoral (CC).
- Parrillas: despoblado de Oropesa (To) y arroyo de Navalmoral (CC)
- Porquerizos: arroyo de Oropesa (To) y de Toril (CC)
Y hay otros que hacen referencia a los primeros repobladores abulenses, como Navalmoral (hay un Navalmoral de la Sierra en la provincia de Ávila) o Peraleda (también existe en la anterior provincia otro pueblo de nombre similar: Navalperal); que también se repiten en la provincia de Toledo, en los bordes del Arañuelo: Navalmoral de Pusa, Los Navalmorales (antes llamado Navalmoral de Toledo) y Navalmoralejo.
También tenemos el caso del colegio Campo Arañuelode Navalmoral de la Mata (Cáceres) y el Colegio Rural Agrupado Campo Arañueloformado por las secciones de Alcañizo, Calzada de Oropesa, Herreruela de Oropesa y Ventas de San Julián (todos en Toledo).

## Historia
Prehistoria

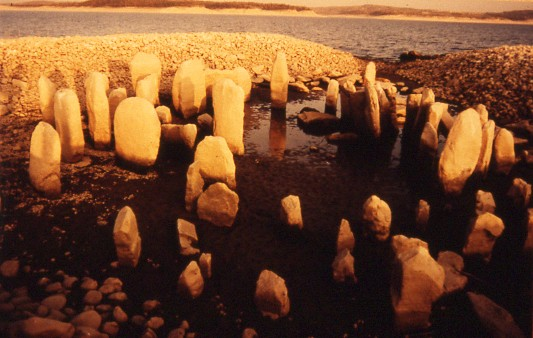
Dolmen megalítico (II a III mil. a. C.), al borde del Tajo, de Guadalperal en Peraleda de la Mata

El hombre lleva miles de años -se puede decir que desde siempre- en las tierras del Campo Arañuelo. Su presencia ha quedado registrada en las riberas de los grandes ríos (Tajo, Tiétar) y en las cuevas, especialmente en las cercanas a ríos y arroyos.
- Dolmen de Guadalperal

Este monumento megalítico de tipo funerario (se trata de una gran tumba abierta cubierta por un túmulo), se halla en la finca Guadalperal (este de Peraleda de la Mata), a 5 km del casco de la ciudad, a orillas del Tajo.
Edad Media/ Edad Oscura
En la provincia de Cáceres, antiguamente la sexmería del Campo Arañuelo era una de las tres que formaban parte de la Tierra de Plasencia (o Comunidad de Villa y Tierra), siendo la más extensa, y estaba compuesta por 29 pueblos: Almaraz, Belvis de Monroy, Casas de Belvis, Campillo de Deleitosa, Casas de Millán, Casas de Miravete, Casatejada, Deleitosa, Fresnedoso de Ibor, Higuera de Albalat, Jaraicejo, Majadas, Malpartida de Plasencia, Mesas de Ibor, Millanes de la Mata, Mirabel, Monroy, Navalmoral de la Mata, Peraleda de la Mata, Robledollano (Medio Robledo), Romangordo, Saucedilla, Serradilla, Serrejón, Talaván, Toril, Torviscoso, Valdecañas del Tajo, y Valdehúncar.
Comprendía un enorme territorio de 2800 km² —más de un tercio del total— y abarcaba concejos tan importantes como Jaraicejo, la Campana de la Mata y la Campana de Albalat. Los enfrentamientos entre la ciudad de Plasencia y las villas de Campo Arañuelo fueron constantes.
Edad Moderna y Edad Contemporánea
La comarca fue, como otras, partida, rota, dividida entre las provincias de Toledo y de Cáceres, cuando en 1833 el antiguo afrancesado don Javier de Burgos, siendo ministro del primer Gobierno Constitucional, después del fallecimiento de Fernando VII de España presidido por Francisco Cea Bermúdez, lleva a cabo la división provincial de España, que se mantiene en nuestros días.

## Etimología
La palabra Arañuelo, es muy posible proceda de Araniuelo, ya que la ni latina se transformó en la ñ castellana. La primera parte Aran, es una palabra de origen prerromano, presente aún en el vasco (harán) y que significa valle. Lo cual se corresponde con su localización geográfica. Por lo que respecta al iu que le sigue, araniu, bien puede ser una forma corrompida de la palabra antigua, o estar relacionado con la forma local prerromana de la palabra. El sufijo elo, pudiera ser bien el diminutivo romano illus-i, lo cual no se correspondería con el tamaño real del valle o con la palabra locus, lugar.
Para el profesor J. Corchón la palabra Arañuelo deriva de Araneolus, palabra con la que los latinos denominaban a una terrible plaga del olivo, consistente en la invasión de unos pequeños insectos, llamados así por su semejanza con la arañas.

## Idioma
El dialecto del español que se habla en El Campo Arañuelo es, en lo básico, común a toda esta comarca (excluyendo probablemente a varios pueblos al sur del Tajo), y presenta rasgos propios que la diferencian parcialmente de las hablas de las otras zonas que la rodean. Cada pueblo de la comarca presenta sus peculiaridades y, en general todos comparten un mismo acento y la mayor parte del vocabulario. Por tanto, se trata de una zona de transición entre el habla de las provincias de Ávila y Toledo, con cierta influencia de las hablas de la Extremadura más occidental.

## Enlaces relacionados
- La Gaceta del Arañuelo - Las noticias del Campo Arañuelo
- Web oficial de la comarca del Campo Arañuelo
- Web oficial de la Mancomunidad de Municipios del Campo Arañuelo
- Noticias del Campo Arañuelo en NavalmoralDigital.com

- Datos: Q2935539
- Multimedia: Campo Arañuelo / Q2935539